# Luis Ernesto Miramontes Cárdenas
Luis Ernesto Miramontes Cárdenas (Tepic, 16 marzo 1925 – Città del Messico, 13 settembre 2004) è stato un chimico messicano, conosciuto come il co-inventore del primo anticoncezionale orale (la Pillola anticoncezionale).

## Biografia
Miramontes è nacque a Tepic, Nayarit. Conseguì la laurea in ingegneria chimica presso l'Universidad Nacional Autónoma de México (UNAM). È stato un ricercatore fondatore dell'Istituto di Chimica dell'UNAM, specializzandosi principalmente nell'area della Chimica Organica. Fu professore della Facoltà di Chimica dell'UNAM, Direttore e professore della Scuola di Chimica presso l'Universidad Iberoamericana e vicedirettore della ricerca presso l'Istituto Messicano del Petrolio (IMP). Miramontes fu membro dell'American Chemical Society (Emeritus), del Mexican Institute of Chemical Engineers, del National Institute of Chemical and Chemical Engineers, della Chemical Society of Mexico, dell'American Institute of Chemical Engineers e della New York Academy of Sciences. 
I contributi scientifici di Luis Miramontes sono molteplici e comprendono numerose pubblicazioni e circa 40 brevetti nazionali e internazionali in diversi settori quali la chimica organica, la chimica farmaceutica, la petrolchimica e la chimica atmosferica e degli agenti inquinanti.
Morì a Città del Messico nel 2004.

## Il contraccettivo orale

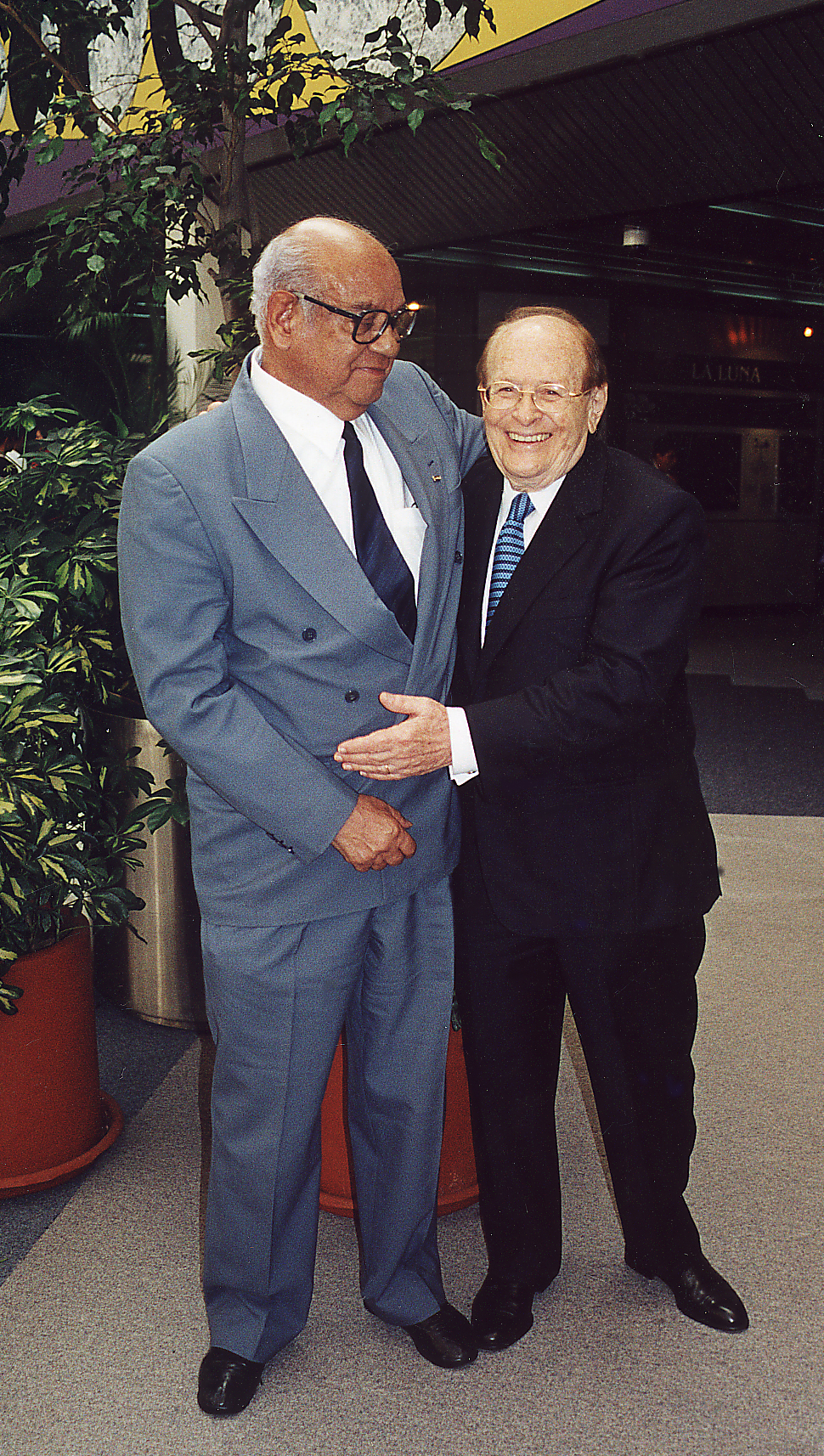
George Rosenkranz (destra) e Luis E. Miramontes (sinistra), nel 2001 all'UNAM

Il 15 ottobre 1951, sotto la supervisione di Carl Djerassi e la direzione di George Rosenkranz presso il laboratorio Syntex di Città del Messico, Miramontes completò la prima sintesi in assoluto di un contraccettivo orale: il progestinico noretisterone.
Mentre Djerassi è talvolta considerato come il 'padre della pillola'". fu Miramontes, lavorando sotto la supervisione di Djerassi, che raggiunse la prima sintesi. Nelle parole di Djerassi, "il 15 ottobre 1951, Luis Miramontes, un giovane chimico messicano che stava svolgendo la sua tesi di laurea alla Syntex, completò la sintesi del 19-nor-17α-etiniltestosterone o, in breve, 'noretisterone', che si rivelò essere il primo contraccettivo orale ad essere sintetizzato". Il premio Nobel Max Perutz ha aggiunto che "lo studente di chimica Luis Miramontes, che lavorava sotto la direzione di Djerassi e del direttore del laboratorio Jorge Rosenkranz, ha sintetizzato il composto". L'ultima fase del metodo di sintesi è stata registrata a pagina 114 del quaderno di laboratorio personale dei Miramonte (firmato).
Tutti e tre - Miramonte, Djerassi e Rosenkranz - sono elencati sul brevetto come co-inventori.

## Pubblicazioni selezionate alla sua invenzione
- Miramontes L; Rosenkranz G; Djerassi C. 1951 Journal Of The American Chemical Society 73 (7): 3540-3541 Steroids .22. The Synthesis Of 19-Nor-Progesterone[1]
- Sandoval A; Miramontes L; Rosenkranz G; Djerassi C. 1951 Journal Of The American Chemical Society 73 (3): 990-991. The Dienone Phenol Rearrangement[2]
- Sandoval A; Miramontes L; Rosenkranz G; Djerassi C; Sondheimer F. 1953 Journal Of The American Chemical Society 75 (16): 4117-4118 Steroids .69. 19-Nor-Desoxycorticosterone, A Potent Mineralocorticoid Hormone[3]
- Mancera O; Miramontes L; Rosenkranz G; Sondheimer F; Djerassi C. 1953 Journal Of The American Chemical Society 75 (18): 4428-4429 Steroidal Sapogenins .28. The Reaction Of Peracids With Enol Acetates Of Delta-8-7-Keto And Delta-8-11-Keto Steroidal Sapogenins[4]
- Djerassi C; Miramontes L; Rosenkranz G. 1953 Journal Of The American Chemical Society 75 (18): 4440-4442 Steroids .48. 19-Norprogesterone, A Potent Progestational Hormone[5]
- Djerassi C; Miramontes L; Rosenkranz G; Sondheimer F. 1954 Journal Of The American Chemical Society 76 (16): 4092-4094 Steroids .54. Synthesis Of 19-Nor-17-Alpha-Ethynyltestosterone And 19-Nor-17-Alpha-Methyltestosterone[6]
- Miramontes L; Aguinaco P; Romero MA. 1960 Journal Of The American Chemical Society 82(23): 6153-6155 Synthesis of 6-Methyl Steroids[7]

## Invenzioni brevettate
- Carl Djerassi, Luis Miramontes, George Rosenkranz (1956), Delta 4-19-nor-17alpha-ethinylandrosten-17beta-ol-3-one and process, United States Patent 2744122
- Carl Djerassi, Luis Miramontes (1956), Cyclopentanophenanthrene derivatives and compounds, United States Patent 2759951.
- Carl Djerassi, Luis Miramontes, George Rosenkranz (1956), 17alpha-methyl-19-nortesterone, United States Patent  2774777.
- Miramontes Luis E., Romero Miguel A, Ahuad Farjat Fortunato (1959), Preparation of 6-methyl steroids of the pregnane series from diosgenin, United States Patent 2878246.
- Miramontes Luis E., Romero Miguel A, Fritsche O, Preparation of 6-methyl steroids of the pregnane series, United States Patent 2878247.
- Miramontes Luis E. (1959),  Procedure for obtaining sapogenins from natural un-dried products, United States Patent 2912362.
- Carl Djerassi, Luis Miramontes, George Rosenkranz (1959), DELTA.4-19-NOR-17.alpha.-ETHINYLANDROSTEN-17.beta.-OL-3 ONE, Canada Patent CA 571510
- Miramontes Luis E., Romero Miguel A (1960), 12alpha-hydroxy-12beta-methyltigogenin and 12-methylene steroids derived therefrom, United States Patent 2954375.
- Miramontes Luis E., Romero Miguel A, Ahuad Farjat Fortunato (1961), 3beta-alkanoyloxy-6-methyl-5,16-pregnadien-20-ones, United States Patent 3000914.
- Miramontes Luis E. (1961), Process for the production of 3beta-hydroxy-16alpha, 17alpha-epoxy-5-pregnen-20-one, United States Patent 3004967.
- Miramontes Luis E. (1961), Resolution of sapogenin mixtures and intermediate products, United States Patent 3013010.
- Miramontes Luis E. (1962), Hecogenin azine and alkyliden-azinotigogenins, United States Patent 3033857.
- Miramontes Luis E., Fritsche Oscar, Romero Miguel A (1963), DEHYDRO-OXYGENATED-6-METHYL-16.alpha.,17.alpha.-EPOXYPREGN-20-ONE-DERIVATIVES, Canada Patent CA 673756.
- Miramonte, Luis E., Flores Humberto J (1968), Process for isolation of solanum alkaloids from solanum plants, United States Patent 3385844.
- Miramonte, Luis E. (1972), Process for the conversion of exhaust gases of the internal combustion engines into harmless products, United States Patent 3808805.
- Miramontes Luis E., Castillo Cervantes Salavador, Moran Pineda Florencia M (1996), Catalytically active ceramic monoliths for the reduction of leaded gasoline fueled engine pollutants and the production thereof, United States Patent 5534475.